# دوارة (لبنان)
دوارة هو موقع أثري ثقيل من العصر الحجري الحديث لثقافة القرعون يقع على بعد كيلومترين (1.2 ميل) جنوب غرب عين إبل في منطقة بنت جبيل في محافظة النبطية في لبنان. تقع على منحدرات شمال الطريق من عين إبل إلى رميش.

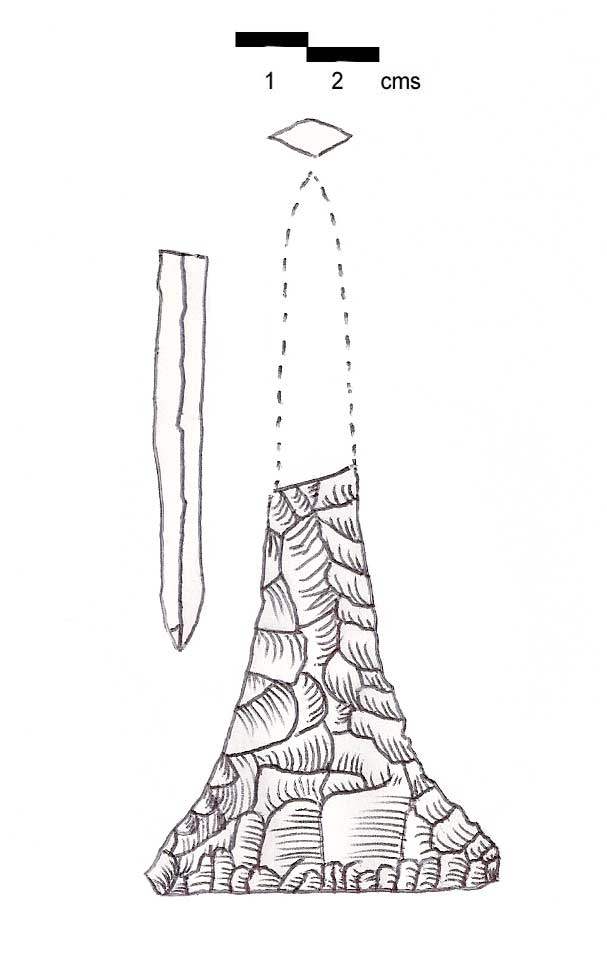
يشير مينيت إد الضالع إلى نقطة مشابهة لتلك الموجودة بين اكتشافات العصر الحجري النحاسي في دوارة

اكتشفه الكاهن اليسوعي هنري فليش أثناء التنقيب عن مواقع ما قبل التاريخ في عام 1950، ونشر النتائج التي توصل إليها في عامي 1951 1954. كما ناقش جاك كوفين المجموعات من الموقع. تم العثور على عدد هائل من الأدوات الثقيلة التي تمثل صناعة ثقافة القرون بما في ذلك أكوام من الدبور والفؤوس الحجرية. تم تحديد صناعة أخرى موجودة في الموقع مبدئيًا على أنها من العصر الحجري النحاسي وتضمنت الفؤوس والأزاميل والحفارات الثقيلة التي تشبه نقاط مينيت إد الضالع.